# Múslim ibn Aqil ibn Abi-Tàlib
Múslim ibn Aqil ibn Abi-Tàlib al-Haiximí al-Quraixí (àrab: مسلم بن عقيل بن أبي طالب الهاشمي القرشي, Muslim b. ʿAqīl b. Abī Ṭālib al-Hāximī al-Quraxī) (vers 650-setembre de 680) fou un guerrer àrab partidari d'al-Hussayn ibn Alí. Era nebot d'Alí ibn Abi-Tàlib. La seva mare era una umm wàlad nabatea de nom incert (Ulayya o Khalila o Hilya).
Encara que la tradició el fa combatre a Al-Bahnasa i a Siffín, de fet no apareix fins força temps després quan fou enviat a Kufa per comprovar el suport de la ciutat a al-Hussayn ibn Ali (680) i va arribar a la ciutat (des de la Meca) el 9 de juliol, sent allotjat per al-Mukhtar ibn Abi-Ubayd ath-Thaqafí, i va romandre a la clandestinitat durant la qual va obtenir el jurament de fidelitat a al-Hussayn d'almenys uns 12.000 habitants de Kufa (algunes fonts ho apugen fins a 30.000).
El governador local an-Numan ibn Baixir estava assabentat de la seva presència però va preferir evitar un enfrontament, el que fou interpretat com una debilitat pels agents omeies, que en van donar part al califa el qual va enviar com a nou governador a Ubayd-Al·lah ibn Ziyad, governador de Bàssora, amb orde de desterrar a Múslim. aquest es va amagar i va planejar un atemptat contra el governador que per raons incertes no es va arribar a produir tot i tenir l'ocasió per fer-ho. Finalment fou descobert i Hani, el personatge que l'allotjava, fou malferit i empresonat sinó mort.
Quan s'anava a detenir a Múslim aquest va optar per proclamar la revolta (3, o 8 o 9 o 10 de setembre del 680) i va poder reunir quatre mil homes, als quals va organitzar militarment i amb els quals es va dirigir a la ciutadella del governador. Però aquest va aconseguir separar de Múslim a alguns caps tribals i al final del dia només li quedaven 30 homes que a la nit també van desertar. Múslim es va perdre pels carrers de Kufa fins que es va poder amagar a casa d'una dona anomenada Tawa, el fill de la qual, Bilal, era mawla de Muhàmmad ibn al-Àixath, la qual el va allotjar però el fill Bilal va avisar el governador. Ubayd-Al·lah ibn Ziyad va enviar uns 70 homes a la casa i Múslim els va fer front i va causar fortes pèrdues als assaltants; per evitar la destrucció de la casa Ibn al-Àixath va donar aman a Múslim que estava ferit i cansat i va acceptar rendir-se. Entregat a Ubayd-Al·lah, no va respectar l'aman i el va fer executar.
Al-Hussayn que ja havia sortit de la Meca per anar a Kufa, va conèixer la notícia però va decidir seguir avançant i va trobar la mort al combat de Karbala on també van morir diversos parents de Múslim, entre els quals tres germans (Abd-Al·lah, Abd-ar-Rahman i Jàfar), el fill Abd-Al·lah ibn Múslim i potser un altre (dos més, Muhàmmad i Ibrahim, van ser fets presoners, van fugir i van ser morts per un home que n'esperava una recompensa el 681).
La seva tomba a Kufa fou objecte de veneració. És considerat el primer màrtir (xahid) de Karbala tot i no haver participat en aquesta batalla.